# Liste des films originaux Netflix
 (avril 2025).
Si vous disposez d'ouvrages ou d'articles de référence ou si vous connaissez des sites web de qualité traitant du thème abordé ici, merci de compléter l'article en donnant les références utiles à sa vérifiabilité et en les liant à la section « Notes et références ».
 (septembre 2024).
Netflix est un service de vidéo à la demande américain qui diffuse certains « films originaux ».
Les programmes ayant une durée inférieure à une heure ne sont pas comptabilisés dans la liste.

## 2015
| Titre du film                                     | Type de film | Date de sortie sur la plateforme | Durée                  | Langue(s)               |
| ------------------------------------------------- | ------------ | -------------------------------- | ---------------------- | ----------------------- |
| My Own Man                                        | Documentaire | 6 mars 2015                      | 1 heure et 21 minutes  | Anglais                 |
| The Other One: The Long, Strange Trip Of Bob Weir | Documentaire | 22 mai 2015                      | 1 heure et 23 minutes  | Anglais                 |
| Hot Girls Wanted                                  | Documentaire | 29 mai 2015                      | 1 heure et 24 minutes  | Anglais                 |
| What Happened, Miss Simone?                       | Documentaire | 26 juin 2015                     | 1 heure et 24 minutes  | Anglais                 |
| Tig                                               | Documentaire | 17 juillet 2015                  | 1 heure et 20 minutes  | Anglais                 |
| Keith Richards: Under the Influence               | Documentaire | 18 septembre 2015                | 1 heure et 21 minutes  | Anglais                 |
| Winter on Fire: Ukraine's Fight for Freedom       | Documentaire | 9 octobre 2015                   | 1 heure et 31 minutes  | Anglais/Russe/Ukrainien |
| Beasts of No Nation                               | Fiction      | 16 octobre 2015                  | 2 heures et 16 minutes | Anglais/Akan            |
| The Ridiculous 6                                  | Fiction      | 11 décembre 2015                 | 1 heure et 59 minutes  | Anglais                 |

## 2016
| Titre du film                                 | Type de film      | Date de sortie sur la plateforme | Durée                 | Langue(s)        |
| --------------------------------------------- | ----------------- | -------------------------------- | --------------------- | ---------------- |
| Pee-wee's Big Holiday                         | Fiction           | 18 mars 2016                     | 1 heure et 29 minutes | Anglais          |
| My Beautiful Broken Brain                     | Documentaire      | 18 mars 2016                     | 1 heure et 31 minutes | Anglais          |
| Special Correspondents                        | Fiction           | 28 avril 2016                    | 1 heure et 40 minutes | Anglais          |
| Team Foxcatcher                               | Documentaire      | 29 avril 2016                    | 1 heure et 30 minutes | Anglais/Russe    |
| The Do-Over                                   | Fiction           | 27 mai 2016                      | 1 heure et 48 minutes | Anglais          |
| The Fundamentals of Caring                    | Fiction           | 24 juin 2016                     | 1 heure et 37 minutes | Anglais          |
| Brahman Naman                                 | Fiction           | 7 juillet 2016                   | 1 heure et 35 minutes | Anglais          |
| Rebirth                                       | Fiction           | 15 juillet 2016                  | 1 heure et 40 minutes | Anglais          |
| Tony Robbins: I Am Not Your Guru              | Documentaire      | 15 juillet 2016                  | 1 heure et 56 minutes | Anglais          |
| Tallulah                                      | Fiction           | 29 juillet 2016                  | 1 heure et 51 minutes | Anglais          |
| Je dormirai quand je serai mort               | Documentaire      | 19 août 2016                     | 1 heure et 16 minutes | Anglais          |
| XOXO : Carpe Diem                             | Fiction           | 26 août 2016                     | 1 heure et 32 minutes | Anglais          |
| ARQ                                           | Fiction           | 16 septembre 2016                | 1 heure et 28 minutes | Anglais          |
| Audrie & Daisy                                | Documentaire      | 23 septembre 2016                | 1 heure et 38 minutes | Anglais          |
| Amanda Knox                                   | Documentaire      | 30 septembre 2016                | 1 heure et 32 minutes | Anglais          |
| Jadotville                                    | Fiction           | 7 octobre 2016                   | 1 heure et 48 minutes | Anglais          |
| Le 13è                                        | Documentaire      | 7 octobre 2016                   | 1 heure et 40 minutes | Anglais          |
| Mascots                                       | Fiction           | 13 octobre 2016                  | 1 heure et 35 minutes | Anglais          |
| L'Échelle céleste : L'Art de Cai Guo-Qiang    | Documentaire      | 1 octobre 2016                   | 1 heure et 19 minutes | Anglais/Mandarin |
| Justin Timberlake + the Tennessee Kids        | Programme spécial | 12 octobre 2016                  | 1 heure et 30 minutes | Anglais          |
| I Am the Pretty Thing That Lives in the House | Fiction           | 28 octobre 2016                  | 1 heure et 29 minutes | Anglais          |
| 7 años                                        | Fiction           | 28 octobre 2016                  | 1 heure et 16 minutes | Espagnol         |
| Au fin fond de la fournaise                   | Documentaire      | 28 octobre 2016                  | 1 heure et 47 minutes | Anglais          |
| The Ivory Game                                | Documentaire      | 4 novembre 2016                  | 1 heure et 52 minutes | Anglais          |
| Les Mémoires d'un assassin international      | Fiction           | 11 novembre 2016                 | 1 heure et 38 minutes | Anglais          |
| Mercy                                         | Fiction           | 22 novembre 2016                 | 1 heure et 30 minutes | Anglais          |
| Spectral                                      | Fiction           | 9 décembre 2016                  | 1 heure et 48 minutes | Anglais          |
| Barry                                         | Fiction           | 16 décembre 2016                 | 1 heure et 44 minutes | Anglais          |

## 2017
| Titre du film                              | Type de film      | Date de sortie sur la plateforme | Durée                  | Langue(s)              |
| ------------------------------------------ | ----------------- | -------------------------------- | ---------------------- | ---------------------- |
| Coin Heist                                 | Fiction           | 6 janvier 2017                   | 1 heure et 37 minutes  | Anglais                |
| Clinical                                   | Fiction           | 13 janvier 2017                  | 1 heure et 44 minutes  | Anglais                |
| L'autoroute                                | Fiction           | 20 janvier 2017                  | 1 heure et 20 minutes  | Anglais                |
| iBoy                                       | Fiction           | 27 janvier 2017                  | 1 heure et 30 minutes  | Anglais                |
| Imperial Dreams                            | Fiction           | 3 février 2017                   | 1 heure et 27 minutes  | Anglais                |
| Girlfriend's Day                           | Fiction           | 14 février 2017                  | 1 heure et 10 minutes  | Anglais                |
| I Don't Feel at Home in This World Anymore | Fiction           | 24 février 2017                  | 1 heure et 36 minutes  | Anglais                |
| Burning Sands                              | Fiction           | 10 mars 2017                     | 1 heure et 42 minutes  | Anglais                |
| Deidra & Laney Rob a Train                 | Fiction           | 17 mars 2017                     | 1 heure et 34 minutes  | Anglais                |
| La Femme la plus détestée d'Amérique       | Fiction           | 24 mars 2017                     | 1 heure et 32 minutes  | Anglais                |
| The Discovery                              | Fiction           | 31 mars 2017                     | 1 heure et 42 minutes  | Anglais                |
| Win It All                                 | Fiction           | 7 avril 2017                     | 1 heure et 28 minutes  | Anglais                |
| Sandy Wexler                               | Fiction           | 14 avril 2017                    | 2 heures et 11 minutes | Anglais                |
| Sand Castle                                | Fiction           | 21 avril 2017                    | 1 heure et 53 minutes  | Anglais                |
| Tramps                                     | Fiction           | 21 avril 2017                    | 1 heure et 23 minutes  | Anglais                |
| Small Crimes                               | Fiction           | 28 avril 2017                    | 1 heure et 35 minutes  | Anglais                |
| Casting JonBenet                           | Documentaire      | 28 avril 2017                    | 1 heure et 20 minutes  | Anglais                |
| Handsome : Une comédie policière Netflix   | Fiction           | 5 mai 2017                       | 1 heure et 21 minutes  | Anglais                |
| La génération Mars                         | Documentaire      | 5 mai 2017                       | 1 heure et 37 minutes  | Anglais                |
| Get Me Roger Stone                         | Documentaire      | 12 mai 2017                      | 1 heure et 41 minutes  | Portugais              |
| Laerte-se                                  | Documentaire      | 19 mai 2017                      | 1 heure et 40 minutes  | Anglais                |
| Blame!                                     | Fiction           | 20 mai 2017                      | 1 heure et 46 minutes  | Japonais               |
| War Machine                                | Fiction           | 26 mai 2017                      | 2 heures et 2 minutes  | Anglais                |
| Joshua: Teenager vs. Superpower            | Documentaire      | 26 mai 2017                      | 1 heure et 18 minutes  | Anglais                |
| Shimmer Lake                               | Fiction           | 9 juin 2017                      | 1 heure et 26 minutes  | Anglais                |
| CounterPunch                               | Documentaire      | 16 juin 2017                     | 1 heure et 31 minutes  | Anglais                |
| Le procès d’une presse libre               | Documentaire      | 23 juin 2017                     | 1 heure et 35 minutes  | Anglais                |
| Okja                                       | Fiction           | 28 juin 2017                     | 2 heures et 1 minute   | Anglais/Coréen         |
| To the Bone                                | Fiction           | 14 juillet 2017                  | 1 heure et 47 minutes  | Anglais                |
| Chasing Coral                              | Documentaire      | 14 juillet 2017                  | 1 heure et 29 minutes  | Anglais                |
| The Incredible Jessica James               | Fiction           | 28 juillet 2017                  | 1 heure et 23 minutes  | Anglais                |
| Icarus                                     | Documentaire      | 4 août 2017                      | 2 heures               | Anglais                |
| Naked                                      | Fiction           | 11 août 2017                     | 1 heure et 36 minutes  | Anglais                |
| Death Note                                 | Fiction           | 25 août 2017                     | 1 heure et 40 minutes  | Anglais                |
| Little Evil                                | Fiction           | 1er septembre 2017               | 1 heure et 34 minutes  | Anglais                |
| #REALITYHIGH                               | Fiction           | 8 septembre 2017                 | 1 heure et 39 minutes  | Anglais                |
| D'abord, ils ont tué mon père              | Fiction           | 15 septembre 2017                | 2 heures et 16 minutes | Khmer/Anglais/Français |
| Strong Island                              | Documentaire      | 15 septembre 2017                | 1 heure et 47 minutes  | Anglais                |
| Gaga: Five Foot Two                        | Documentaire      | 22 septembre 2017                | 1 heure et 40 minutes  | Anglais                |
| Jessie                                     | Fiction           | 29 septembre 2017                | 1 heure et 43 minutes  | Anglais                |
| Nos âmes la nuit                           | Fiction           | 29 septembre 2017                | 1 heure et 43 minutes  | Anglais                |
| The Death and Life of Marsha P. Johnson    | Documentaire      | 6 octobre 2017                   | 1 heure et 45 minutes  | Anglais                |
| Bomb Scared                                | Fiction           | 12 octobre 2017                  | 1 heure et 29 minutes  | Espagnol/Basque        |
| The Babysitter                             | Fiction           | 13 octobre 2017                  | 1 heure et 25 minutes  | Anglais                |
| Kingdom of Us                              | Documentaire      | 13 octobre 2017                  | 1 heure et 49 minutes  | Anglais                |
| The Meyerowitz Stories                     | Fiction           | 13 octobre 2017                  | 1 heure et 52 minutes  | Anglais                |
| 1922                                       | Fiction           | 20 octobre 2017                  | 1 heure et 42 minutes  | Anglais                |
| Wheelman                                   | Fiction           | 20 octobre 2017                  | 1 heure et 22 minutes  | Anglais                |
| L'un des nôtres                            | Documentaire      | 20 octobre 2017                  | 1 heure et 35 minutes  | Anglais                |
| Joan Didion : Le centre ne tiendra pas     | Documentaire      | 27 octobre 2017                  | 1 heure et 38 minutes  | Anglais                |
| The Killer                                 | Fiction           | 10 novembre 2017                 | 1 heure et 39 minutes  | Portugais              |
| A Christmas Prince                         | Fiction           | 17 novembre 2017                 | 1 heure et 32 minutes  | Anglais                |
| Jim et Andy                                | Documentaire      | 17 novembre 2017                 | 1 heure et 34 minutes  | Anglais                |
| Sauvons le capitalisme                     | Documentaire      | 21 novembre 2017                 | 1 heure et 13 minutes  | Anglais                |
| Barbra: The Music, The Mem'ries, The Magic | Programme spécial | 22 novembre 2017                 | 1 heure et 48 minutes  | Anglais                |
| Un caméraman à Cuba                        | Documentaire      | 24 novembre 2017                 | 1 heure et 54 minutes  | Anglais                |
| Voyeur                                     | Documentaire      | 1 décembre 2017                  | 1 heure et 35 minutes  | Anglais                |
| Un Noël à El Camino                        | Fiction           | 8 décembre 2017                  | 1 heure et 29 minutes  | Anglais                |
| Noël à Snow Falls                          | Fiction           | 15 décembre 2017                 | 1 heure et 44 minutes  | Anglais                |
| Bright                                     | Fiction           | 22 décembre 2017                 | 1 heure et 57 minutes  | Anglais                |

## 2018
| Titre du film                                       | Type de film      | Date de sortie sur la plateforme | Durée                  | Langue(s)        |
| --------------------------------------------------- | ----------------- | -------------------------------- | ---------------------- | ---------------- |
| Le Roi de la polka                                  | Fiction           | 12 janvier 2018                  | 1 heure et 35 minutes  | Anglais          |
| Step Sisters                                        | Fiction           | 19 janvier 2018                  | 1 heure et 48 minutes  | Anglais          |
| The Open House                                      | Fiction           | 19 janvier 2018                  | 1 heure et 34 minutes  | Anglais          |
| Une drôle de fin                                    | Fiction           | 26 janvier 2018                  | 1 heure et 41 minutes  | Anglais          |
| The Cloverfield Paradox                             | Fiction           | 4 février 2018                   | 1 heure et 42 minutes  | Anglais          |
| When We First Met                                   | Fiction           | 9 février 2018                   | 1 heure et 37 minutes  | Anglais          |
| Gloria Allred : L'avocate des Femmes                | Documentaire      | 9 février 2018                   | 1 heure et 35 minutes  | Anglais          |
| L'amour au mètre carré                              | Fiction           | 14 février 2018                  | 2 heures et 13 minutes | Hindi            |
| Mon âme sœur                                        | Fiction           | 16 février 2018                  | 1 heure et 36 minutes  | Anglais          |
| Mute                                                | Fiction           | 23 février 2018                  | 2 heures et 6 minutes  | Anglais          |
| The Outsider                                        | Fiction           | 9 mars 2018                      | 2 heures               | Anglais/Japonais |
| Benji                                               | Fiction           | 16 mars 2018                     | 1 heure et 27 minutes  | Anglais          |
| Take Your Pills : Intelligence sur ordonnance       | Documentaire      | 16 mars 2018                     | 1 heure et 27 minutes  | Anglais          |
| Game Over, Man!                                     | Fiction           | 23 mars 2018                     | 1 heure et 41 minutes  | Anglais          |
| Paradox                                             | Fiction           | 23 mars 2018                     | 1 heure et 13 minutes  | Anglais          |
| Roxanne Roxanne                                     | Fiction           | 23 mars 2018                     | 1 heure et 38 minutes  | Anglais          |
| Happy Anniversary                                   | Fiction           | 30 mars 2018                     | 1 heure et 18 minutes  | Anglais          |
| Mon premier combat                                  | Fiction           | 30 mars 2018                     | 1 heure et 42 minutes  | Anglais          |
| 6 Ballons                                           | Fiction           | 6 avril 2018                     | 1 heure et 15 minutes  | Anglais          |
| Amateur                                             | Fiction           | 6 avril 2018                     | 1 heure et 36 minutes  | Anglais          |
| Come Sunday                                         | Fiction           | 13 avril 2018                    | 1 heure et 45 minutes  | Anglais          |
| Je ne suis pas un homme facile                      | Fiction           | 13 avril 2018                    | 1 heure et 38 minutes  | Français         |
| Les Potes                                           | Fiction           | 20 avril 2018                    | 1 heure et 37 minutes  | Anglais          |
| Mercury 13                                          | Documentaire      | 20 avril 2018                    | 1 heure et 19 minutes  | Anglais          |
| Candy Jar                                           | Fiction           | 27 avril 2018                    | 1 heure et 32 minutes  | Anglais          |
| Mariage à Long Island                               | Fiction           | 27 avril 2018                    | 1 heure et 56 minutes  | Anglais          |
| Rachel Dolezal, un Portrait contrasté               | Documentaire      | 27 avril 2018                    | 1 heure et 44 minutes  | Anglais          |
| Sometimes                                           | Fiction           | 1er mai 2018                     | 1 heure et 41 minutes  | Tamoul           |
| Pardonne-nous nos dettes                            | Fiction           | 4 mai 2018                       | 1 heure et 44 minutes  | Italien          |
| The Kissing Booth                                   | Fiction           | 11 mai 2018                      | 1 heure et 46 minutes  | Anglais          |
| Cargo                                               | Fiction           | 18 mai 2018                      | 1 heure et 44 minutes  | Anglais          |
| Ibiza                                               | Fiction           | 25 mai 2018                      | 1 heure et 34 minutes  | Anglais          |
| Alex Strangelove                                    | Fiction           | 8 juin 2018                      | 1 heure et 39 minutes  | Anglais          |
| Petits coups montés                                 | Fiction           | 15 juin 2018                     | 1 heure et 45 minutes  | Anglais          |
| Histoires sensuelles                                | Fiction           | 15 juin 2018                     | 2 heures               | Hindi            |
| Les Goûts et les Couleurs                           | Fiction           | 24 juin 2018                     | 1 heure et 35 minutes  | Français         |
| Calibre                                             | Fiction           | 29 juin 2018                     | 1 heure et 41 minutes  | Anglais          |
| TAU                                                 | Fiction           | 29 juin 2018                     | 1 heure et 37 minutes  | Anglais          |
| Recovery Boys                                       | Documentaire      | 29 juin 2018                     | 1 heure et 29 minutes  | Anglais          |
| My Deer Hunter Dad                                  | Fiction           | 6 juillet 2018                   | 1 heure et 23 minutes  | Anglais          |
| How It Ends                                         | Fiction           | 13 juillet 2018                  | 1 heure et 53 minutes  | Anglais          |
| Father of the Year                                  | Fiction           | 20 juillet 2018                  | 1 heure et 34 minutes  | Anglais          |
| Exctinction                                         | Fiction           | 27 juillet 2018                  | 1 heure et 35 minutes  | Anglais          |
| Les blessures de la médecine                        | Documentaire      | 27 juillet 2018                  | 1 heure et 40 minutes  | Anglais          |
| Brij Mohan Amar Rahe                                | Fiction           | 3 août 2018                      | 1 heure et 40 minutes  | Hindi            |
| Tel père                                            | Fiction           | 3 août 2018                      | 1 heure et 43 minutes  | Anglais          |
| Le Paquet                                           | Fiction           | 10 août 2018                     | 1 heure et 34 minutes  | Anglais          |
| À tous les garçons que j'ai aimés                   | Fiction           | 17 août 2018                     | 1 heure et 40 minutes  | Anglais          |
| The After Party                                     | Fiction           | 24 août 2018                     | 1 heure et 29 minutes  | Anglais          |
| Sierra Burgess Is a Loser                           | Fiction           | 7 septembre 2018                 | 1 heure et 47 minutes  | Anglais          |
| La Femme la plus assassinée du monde                | Fiction           | 7 septembre 2018                 | 1 heure et 42 minutes  | Français         |
| City of Joy                                         | Documentaire      | 7 septembre 2018                 | 1 heure et 16 minutes  | Anglais          |
| Sur ma peau                                         | Fiction           | 12 septembre 2018                | 1 heure et 40 minutes  | Italien          |
| Roe v. Wade : La véritable histoire de l'avortement | Documentaire      | 13 septembre 2018                | 1 heure et 39 minutes  | Anglais          |
| Au pays des habitudes                               | Fiction           | 14 septembre 2018                | 1 heure et 38 minutes  | Anglais          |
| L'ange du Mossad                                    | Fiction           | 14 septembre 2018                | 1 heure et 54 minutes  | Anglais          |
| Une femme de tête                                   | Fiction           | 21 septembre 2018                | 1 heure et 38 minutes  | Anglais          |
| Quincy                                              | Documentaire      | 21 septembre 2018                | 2 heures et 4 minutes  | Anglais          |
| Aucun homme ni dieu                                 | Fiction           | 28 septembre 2018                | 2 heures et 5 minutes  | Anglais          |
| Deux Catalogne                                      | Documentaire      | 28 septembre 2018                | 1 heure et 56 minutes  | Espagnol         |
| Private Life                                        | Fiction           | 5 octobre 2018                   | 2 heures et 4 minutes  | Anglais          |
| Un 22 juillet                                       | Fiction           | 10 octobre 2018                  | 2 heures et 24 minutes | Anglais          |
| Le Bon Apôtre                                       | Fiction           | 12 octobre 2018                  | 2 heures et 10 minutes | Anglais          |
| Les féministes : À quoi pensaient-elles ?           | Documentaire      | 12 octobre 2018                  | 1 heure et 26 minutes  | Anglais          |
| The Night Comes for Us                              | Fiction           | 19 octobre 2018                  | 2 heures               | Indonésien       |
| Been So Long                                        | Fiction           | 26 octobre 2018                  | 1 heure et 40 minutes  | Anglais          |
| Shirkers                                            | Documentaire      | 26 octobre 2018                  | 1 heure et 37 minutes  | Anglais          |
| The Holiday Calendar                                | Fiction           | 2 novembre 2018                  | 1 heure et 35 minutes  | Anglais          |
| De l'autre côté du vent                             | Fiction           | 2 novembre 2018                  | 2 heures et 2 minutes  | Anglais          |
| Ils m'aimeront quand je serai mort                  | Documentaire      | 2 novembre 2018                  | 1 heure et 38 minutes  | Anglais          |
| Outlaw King : Le Roi hors-la-loi                    | Fiction           | 9 novembre 2018                  | 2 heures               | Anglais          |
| Surviving Twin                                      | Programme spécial | 13 novembre 2018                 | 1 heure et 31 minutes  | Anglais          |
| La Princesse de Chicago                             | Fiction           | 16 novembre 2018                 | 1 heure et 42 minutes  | Anglais          |
| Cam                                                 | Fiction           | 16 novembre 2018                 | 1 heure et 34 minutes  | Anglais          |
| La Ballade de Buster Scruggs                        | Fiction           | 16 novembre 2018                 | 2 heures et 13 minutes | Anglais          |
| Les Chroniques de Noël                              | Fiction           | 22 novembre 2018                 | 1 heure et 45 minutes  | Anglais          |
| A Christmas Prince: The Royal Wedding               | Fiction           | 30 novembre 2018                 | 1 heure et 33 minutes  | Anglais          |
| Rajma Chawal                                        | Fiction           | 30 novembre 2018                 | 1 heure et 58 minutes  | Hindi            |
| Un Noël 5 étoiles                                   | Fiction           | 7 décembre 2018                  | 1 heure et 35 minutes  | Italien          |
| Mowgli : La Légende de la jungle                    | Fiction           | 7 décembre 2018                  | 1 heure et 44 minutes  | Anglais          |
| Le Mème américain                                   | Documentaire      | 7 décembre 2018                  | 1 heure et 38 minutes  | Anglais          |
| Roma                                                | Fiction           | 14 décembre 2018                 | 2 heures et 14 minutes | Espagnol         |
| Springsteen on Broadway                             | Programme spécial | 16 décembre 2018                 | 2 heures et 33 minutes | Anglais          |
| Bird Box                                            | Fiction           | 21 décembre 2018                 | 2 heures et 4 minutes  | Anglais          |
| Struggle: The Life and Lost Art of Szukalski        | Documentaire      | 21 décembre 2018                 | 1 heure et 45 minutes  | Anglais          |
| Reputation Stadium Tour                             | Programme spécial | 31 décembre 2018                 | 2 heures et 5 minutes  | Anglais          |

## 2019
| Titre du film                                               | Type de film      | Date de sortie sur la plateforme | Durée                  | Langue(s) |
| ----------------------------------------------------------- | ----------------- | -------------------------------- | ---------------------- | --------- |
| Lionheart                                                   | Fiction           | 4 janvier 2019                   | 1 heure et 34 minutes  | Anglais   |
| Juste pour rire                                             | Fiction           | 11 janvier 2019                  | 1 heure et 38 minutes  | Anglais   |
| ReMastered: Massacre at the Stadium                         | Documentaire      | 11 janvier 2019                  | 1 heure et 4 minutes   | Anglais   |
| Io                                                          | Fiction           | 18 janvier 2019                  | 1 heure et 36 minutes  | Anglais   |
| Soni                                                        | Fiction           | 18 janvier 2019                  | 1 heure et 37 minutes  | Hindi     |
| FYRE : le meilleur festival qui n'a jamais eu lieu          | Documentaire      | 18 janvier 2019                  | 1 heure et 37 minutes  | Anglais   |
| Polar                                                       | Fiction           | 25 janvier 2019                  | 1 heure et 58 minutes  | Anglais   |
| Velvet Buzzsaw                                              | Fiction           | 1er février 2019                 | 1 heure et 52 minutes  | Anglais   |
| High Flying Bird                                            | Fiction           | 8 février 2019                   | 1 heure et 30 minutes  | Anglais   |
| ReMastered: The Two Killings of Sam Cooke                   | Documentaire      | 8 février 2019                   | 1 heure et 4 minutes   | Anglais   |
| Kevin Hart's Guide to Black History                         | Programme spécial | 8 février 2019                   | 1 heure et 3 minutes   | Anglais   |
| Firebrand                                                   | Fiction           | 22 février 2019                  | 1 heure et 56 minutes  | Marathi   |
| Paris est à nous                                            | Fiction           | 22 février 2019                  | 1 heure et 24 minutes  | Français  |
| Paddleton                                                   | Fiction           | 22 février 2019                  | 1 heure et 29 minutes  | Anglais   |
| Courage et rodéo                                            | Fiction           | 8 mars 2019                      | 1 heure et 39 minutes  | Anglais   |
| Juanita                                                     | Fiction           | 8 mars 2019                      | 1 heure et 30 minutes  | Anglais   |
| Triple frontière                                            | Fiction           | 13 mars 2019                     | 2 heures et 5 minutes  | Anglais   |
| Antoine Griezmann : Champion Du Monde                       | Documentaire      | 21 mars 2019                     | 1 heure                | Français  |
| The Dirt                                                    | Fiction           | 22 mars 2019                     | 1 heure et 48 minutes  | Anglais   |
| ReMastered: The Miami Showband Massacre                     | Documentaire      | 22 mars 2019                     | 1 heure et 10 minutes  | Anglais   |
| The Highwaymen                                              | Fiction           | 29 mars 2019                     | 2 heures et 12 minutes | Anglais   |
| 15 August                                                   | Fiction           | 29 mars 2019                     | 2 heures et 4 minutes  | Marathi   |
| La Légende l'île Cocaïne                                    | Documentaire      | 29 mars 2019                     | 1 heure et 27 minutes  | Anglais   |
| Unicorn Store                                               | Fiction           | 5 avril 2019                     | 1 heure et 31 minutes  | Anglais   |
| Tu emmènerais qui sur une île déserte ?                     | Fiction           | 12 avril 2019                    | 1 heure et 33 minutes  | Espagnol  |
| The Perfect Date                                            | Fiction           | 12 avril 2019                    | 1 heure et 30 minutes  | Anglais   |
| Homecoming                                                  | Documentaire      | 17 avril 2019                    | 2 heures et 17 minutes | Anglais   |
| Quelqu'un de bien                                           | Fiction           | 19 avril 2019                    | 1 heure et 32 minutes  | Anglais   |
| Le professeur de musique                                    | Fiction           | 19 avril 2019                    | 1 heure et 41 minutes  | Hindi     |
| Brené Brown : Appel au courage                              | Documentaire      | 19 avril 2019                    | 1 heure et 16 minutes  | Anglais   |
| Grass Is Greener                                            | Documentaire      | 20 avril 2019                    | 1 heure et 37 minutes  | Anglais   |
| Cap sur le Congrès                                          | Documentaire      | 1er mai 2019                     | 1 heure et 27 minutes  | Anglais   |
| Malgré tout                                                 | Fiction           | 3 mai 2019                       | 1 heure et 18 minutes  | Espagnol  |
| Un week-end à Napa                                          | Fiction           | 10 mai 2019                      | 1 heure et 43 minutes  | Anglais   |
| Still Laugh-In: The Stars Celebrate                         | Programme spécial | 14 mai 2019                      | 1 heure                | Anglais   |
| Good Sam                                                    | Fiction           | 16 mai 2019                      | 1 heure et 30 minutes  | Anglais   |
| See You Yesterday                                           | Fiction           | 17 mai 2019                      | 1 heure et 27 minutes  | Anglais   |
| ReMastered: The Lion's Share                                | Documentaire      | 17 mai 2019                      | 1 heure et 24 minutes  | Anglais   |
| Le Bout du monde                                            | Fiction           | 24 mai 2019                      | 1 heure et 39 minutes  | Anglais   |
| The Perfection                                              | Fiction           | 24 mai 2019                      | 1 heure et 30 minutes  | Anglais   |
| Always Be My Maybe                                          | Fiction           | 31 mai 2019                      | 1 heure et 42 minutes  | Anglais   |
| Chopsticks                                                  | Fiction           | 31 mai 2019                      | 1 heure et 40 minutes  | Hindi     |
| Elisa et Marcela                                            | Fiction           | 7 juin 2019                      | 1 heure et 58 minutes  | Espagnol  |
| The Black Godfather                                         | Documentaire      | 7 juin 2019                      | 1 heure et 58 minutes  | Anglais   |
| Rolling Thunder Revue: A Bob Dylan Story by Martin Scorsese | Documentaire      | 12 juin 2019                     | 2 heures et 22 minutes | Anglais   |
| Murder Mystery                                              | Fiction           | 14 juin 2019                     | 1 heure et 37 minutes  | Anglais   |
| Beats                                                       | Fiction           | 19 juin 2019                     | 1 heure et 50 minutes  | Anglais   |
| Une démocratie en danger                                    | Documentaire      | 19 juin 2019                     | 2 heures et 1 minute   | Portugais |
| Parchis: Le Documentaire                                    | Documentaire      | 10 juillet 2019                  | 1 heure et 46 minutes  | Espagnol  |
| Point Blank                                                 | Fiction           | 12 juillet 2019                  | 1 heure et 26 minutes  | Anglais   |
| Obsession secrète                                           | Fiction           | 18 juillet 2019                  | 1 heure et 37 minutes  | Anglais   |
| The Great Hack                                              | Documentaire      | 24 juillet 2019                  | 1 heure et 54 minutes  | Anglais   |
| Opération Brothers                                          | Fiction           | 31 juillet 2019                  | 2 heures et 10 minutes | Anglais   |
| Nos vies après eux                                          | Fiction           | 2 août 2019                      | 1 heure et 40 minutes  | Anglais   |
| Jaoon Kahan Bata Ae Dil                                     | Fiction           | 9 août 2019                      | 1 heure et 46 minutes  | Hindi     |
| Les Sextuplés                                               | Fiction           | 16 août 2019                     | 1 heure et 39 minutes  | Anglais   |
| Zim l'envahisseur et le Florpus                             | Programme spécial | 16 août 2019                     | 1 heure et 11 minutes  | Anglais   |
| American Factory                                            | Documentaire      | 21 août 2019                     | 1 heure et 50 minutes  | Anglais   |
| Travis Scott: Look Mom I Can Fly                            | Documentaire      | 28 août 2019                     | 1 heure et 25 minutes  | Anglais   |
| Falling Inn Love                                            | Fiction           | 29 août 2019                     | 1 heure et 38 minutes  | Anglais   |
| La grande classe                                            | Fiction           | 30 août 2019                     | 1 heure et 23 minutes  | Français  |
| Evelyn                                                      | Documentaire      | 10 septembre 2019                | 1 heure et 36 minutes  | Anglais   |
| Tall Girl                                                   | Fiction           | 13 septembre 2019                | 1 heure et 42 minutes  | Anglais   |
| Hello, Privilege. It's Me, Chelsea                          | Documentaire      | 13 septembre 2019                | 1 heure et 4 minutes   | Anglais   |
| Los Tigres del Norte at Folsom Prison                       | Documentaire      | 15 septembre 2019                | 1 heure et 4 minutes   | Espagnol  |
| Entre deux fougères, le film                                | Fiction           | 20 septembre 2019                | 1 heure et 22 minutes  | Anglais   |
| In the Shadow of the Moon                                   | Fiction           | 27 septembre 2019                | 1 heure et 55 minutes  | Anglais   |
| Dans les hautes herbes                                      | Fiction           | 4 octobre 2019                   | 1 heure et 41 minutes  | Anglais   |
| El Camino : Un film Breaking Bad                            | Fiction           | 11 octobre 2019                  | 2 heures et 2 minutes  | Anglais   |
| La Fracture                                                 | Fiction           | 11 octobre 2019                  | 1 heure et 40 minutes  | Anglais   |
| The Forest of Love                                          | Fiction           | 11 octobre 2019                  | 2 heures et 31 minutes | Japonais  |
| Banlieusards                                                | Fiction           | 12 octobre 2019                  | 1 heure et 36 minutes  | Français  |
| Eli                                                         | Fiction           | 18 octobre 2019                  | 1 heure et 38 minutes  | Anglais   |
| À dix-sept ans                                              | Fiction           | 18 octobre 2019                  | 1 heure et 39 minutes  | Espagnol  |
| The Laundromat : L'Affaire des Panama Papers                | Fiction           | 18 octobre 2019                  | 1 heure et 36 minutes  | Anglais   |
| Upstarts                                                    | Fiction           | 18 octobre 2019                  | 1 heure et 52 minutes  | Hindi     |
| Dis-moi qui je suis                                         | Documentaire      | 18 octobre 2019                  | 1 heure et 25 minutes  | Anglais   |
| Dolemite Is My Name                                         | Fiction           | 25 octobre 2019                  | 1 heure et 58 minutes  | Anglais   |
| La Morsure du crotale                                       | Fiction           | 25 octobre 2019                  | 1 heure et 25 minutes  | Anglais   |
| It Take a Lunatic : Wynn Handman et sa passion du théâtre   | Documentaire      | 25 octobre 2019                  | 2 heures et 6 minutes  | Anglais   |
| Le Roi                                                      | Fiction           | 1er novembre 2019                | 2 heures et 20 minutes | Anglais   |
| American Son                                                | Fiction           | 1er novembre 2019                | 1 heure et 30 minutes  | Anglais   |
| Drive                                                       | Fiction           | 1er novembre 2019                | 1 heure et 59 minutes  | Hindi     |
| Un safari pour Noël                                         | Fiction           | 1er novembre 2019                | 1 heure et 26 minutes  | Anglais   |
| L'Oiseau-tempête                                            | Fiction           | 8 novembre 2019                  | 1 heure et 33 minutes  | Anglais   |
| House Arrest                                                | Fiction           | 15 novembre 2019                 | 1 heure et 46 minutes  | Anglais   |
| Flocons d'amour                                             | Fiction           | 15 novembre 2019                 | 1 heure et 44 minutes  | Hindi     |
| Klaus                                                       | Fiction           | 15 novembre 2019                 | 1 heure et 38 minutes  | Anglais   |
| Bikram: Yogi, Gourou, Predateur                             | Documentaire      | 20 novembre 2019                 | 1 heure et 26 minutes  | Anglais   |
| L'Alchimie de Noël                                          | Fiction           | 21 novembre 2019                 | 1 heure et 32 minutes  | Anglais   |
| The Irishman                                                | Fiction           | 27 novembre 2019                 | 3 heures et 29 minutes | Anglais   |
| Holiday Rush                                                | Fiction           | 28 novembre 2019                 | 1 heure et 34 minutes  | Anglais   |
| Dead Kids                                                   | Fiction           | 1er décembre 2019                | 1 heure et 34 minutes  | Philippin |
| A Christmas Prince: The Royal Baby                          | Fiction           | 5 décembre 2019                  | 1 heure et 25 minutes  | Anglais   |
| Marriage Story                                              | Fiction           | 6 décembre 2019                  | 2 heures et 16 minutes | Anglais   |
| 6 Underground                                               | Fiction           | 13 décembre 2019                 | 2 heures et 8 minutes  | Anglais   |
| Les Deux Papes                                              | Fiction           | 20 décembre 2019                 | 2 heures et 5 minutes  | Anglais   |
| Como caído del cielo                                        | Fiction           | 24 décembre 2019                 | 1 heure et 57 minutes  | Espagnol  |
| John Mulaney et les kids                                    | Programme spécial | 24 décembre 2019                 | 1 heure et 10 minutes  | Anglais   |
| The App                                                     | Fiction           | 26 décembre 2019                 | 1 heure et 19 minutes  | Italien   |

## 2020
| Titre du film     | Type de film | Date de sortie sur la plateforme | Durée                  | Langue(s)                                   |
| ----------------- | ------------ | -------------------------------- | ---------------------- | ------------------------------------------- |
| Night in Paradise | Fiction      | 9 avril 2020                     | 2 heures et 12 minutes | Coréen                                      |
| La Convocation    | Fiction      | 6 novembre 2020                  | 151 minutes            | Anglais, wolof, yoruba, français, portugais |

## 2021
| Titre du film                                     | Type de film | Date de sortie sur la plateforme | Durée                  | Langue(s)   |
| ------------------------------------------------- | ------------ | -------------------------------- | ---------------------- | ----------- |
| What Happened to Mr. Cha?                         | Fiction      | 1er janvier 2021                 | 1 heure et 42 minutes  | Coréen      |
| Pieces of a Woman                                 | Fiction      | 8 janvier 2021                   | 2 heures et 6 minutes  | Anglais     |
| Azizler                                           | Fiction      | 8 janvier 2021                   | 1 heure et 36 minutes  | Turc        |
| Papa, c'est toi ?                                 | Fiction      | 15 janvier 2021                  | 1 heure et 45 minutes  | Portugais   |
| Zone hostile                                      | Fiction      | 15 janvier 2021                  | 1 heure et 55 minutes  | Anglais     |
| Tribhanga : À nous trois                          | Fiction      | 15 janvier 2021                  | 1 heure et 35 minutes  | Hindi       |
| Le Tigre blanc                                    | Fiction      | 22 janvier 2021                  | 2 heures et 5 minutes  | Anglais     |
| Ohana ou le trésor caché                          | Fiction      | 29 janvier 2021                  | 2 heures et 3 minutes  | Anglais     |
| The Dig                                           | Fiction      | 29 janvier 2021                  | 1 heure et 52 minutes  | Anglais     |
| Froid mortel                                      | Fiction      | 29 janvier 2021                  | 1 heure et 46 minutes  | Espagnol    |
| L'ultimo Paradiso                                 | Fiction      | 5 février 2021                   | 1 heure et 47 minutes  | Italien     |
| Malcolm et Marie                                  | Fiction      | 5 février 2021                   | 1 heure et 46 minutes  | Anglais     |
| Space Sweepers                                    | Fiction      | 5 février 2021                   | 1 heure et 46 minutes  | Coréen      |
| En passant pécho                                  | Fiction      | 10 février 2021                  | 2 heures et 16 minutes | Français    |
| Cibles mouvantes                                  | Fiction      | 11 février 2021                  | 1 heure et 26 minutes  | Suédois     |
| L'Amour puissance mille                           | Fiction      | 11 février 2021                  | 1 heure et 42 minutes  | Polonais    |
| À tous les garçons : Pour toujours et à jamais    | Fiction      | 12 février 2021                  | 1 heure et 55 minutes  | Anglais     |
| Fou de toi                                        | Fiction      | 26 février 2021                  | 1 heure et 42 minutes  | Espagnol    |
| Mira, la fille du train                           | Fiction      | 26 février 2021                  | 2 heures               | Hindi       |
| Moxie                                             | Fiction      | 3 mars 2021                      | 1 heure et 51 minutes  | Anglais     |
| Sentinelle                                        | Fiction      | 5 mars 2021                      | 1 heure et 20 minutes  | Français    |
| Yes Day                                           | Fiction      | 12 mars 2021                     | 1 heure et 29 minutes  | Anglais     |
| Des vies froissées                                | Fiction      | 12 mars 2021                     | 1 heure et 37 minutes  | Turc        |
| Deux flics pour une bique                         | Fiction      | 18 mars 2021                     | 1 heure et 38 minutes  | Portugais   |
| Notre été                                         | Fiction      | 25 mars 2021                     | 1 heure et 39 minutes  | Italien     |
| A Week Away                                       | Fiction      | 26 mars 2021                     | 1 heure et 37 minutes  | Anglais     |
| Bad Trip                                          | Fiction      | 26 mars 2021                     | 1 heure et 26 minutes  | Anglais     |
| Pagglait                                          | Fiction      | 26 mars 2021                     | 1 heure et 54 minutes  | Hindi       |
| Concrete Cowboy                                   | Fiction      | 2 avril 2021                     | 1 heure et 51 minutes  | Anglais     |
| Just Say Yes                                      | Fiction      | 2 avril 2021                     | 1 heure et 37 minutes  | Allemand    |
| Madame Claude                                     | Fiction      | 2 avril 2021                     | 1 heure et 52 minutes  | Français    |
| Le Secret des Lucioles                            | Fiction      | 9 avril 2021                     | 1 heure et 54 minutes  | Turc        |
| Thunder Force                                     | Fiction      | 9 avril 2021                     | 1 heure et 47 minutes  | Anglais     |
| Ride or Die                                       | Fiction      | 15 avril 2021                    | 2 heures et 22 minutes | Japonais    |
| Règle de trois                                    | Fiction      | 16 avril 2021                    | 2 heures et 22 minutes | Hindi       |
| Arlo, le garçon alligator                         | Fiction      | 16 avril 2021                    | 1 heure et 32 minutes  | Anglais     |
| Scélérats                                         | Fiction      | 28 avril 2021                    | 1 heure et 35 minutes  | Portugais   |
| Dans les angles morts                             | Fiction      | 29 avril 2021                    | 2 heures et 1 minute   | Anglais     |
| The Disciple                                      | Fiction      | 30 avril 2021                    | 2 heures et 8 minutes  | Marathi     |
| Milestone                                         | Fiction      | 7 mai 2021                       | 1 heure et 37 minutes  | Hindi       |
| Le Monstre                                        | Fiction      | 7 mai 2021                       | 1 heure et 39 minutes  | Anglais     |
| Oxygène                                           | Fiction      | 12 mai 2021                      | 1 heure et 41 minutes  | Français    |
| Le Mauvais camp                                   | Fiction      | 14 mai 2021                      | 1 heure et 47 minutes  | Néerlandais |
| Je suis toutes les filles                         | Fiction      | 14 mai 2021                      | 1 heure et 47 minutes  | Anglais     |
| La Femme à la fenêtre                             | Fiction      | 14 mai 2021                      | 1 heure et 41 minutes  | Anglais     |
| Par-delà les frontières                           | Fiction      | 18 mai 2021                      | 2 heures et 19 minutes | Hindi       |
| Army of the Dead                                  | Fiction      | 21 mai 2021                      | 2 heures et 28 minutes | Anglais     |
| Il Divin Codino : L'art du but par Roberto Baggio | Fiction      | 26 mai 2021                      | 1 heure et 32 minutes  | Italien     |
| Ghost Lab                                         | Fiction      | 26 mai 2021                      | 1 heure et 57 minutes  | Thaï        |
| Blue Miracle                                      | Fiction      | 27 mai 2021                      | 1 heure et 36 minutes  | Anglais     |
| Carnaval                                          | Fiction      | 2 juin 2021                      | 1 heure et 35 minutes  | Portugais   |
| Danse avec les queens                             | Fiction      | 3 juin 2021                      | 1 heure et 51 minutes  | Suédois     |
| Sweet & Sour                                      | Fiction      | 4 juin 2021                      | 1 heure et 42 minutes  | Coréen      |
| On n'arrête plus les Kandasamys                   | Fiction      | 4 juin 2021                      | 1 heure et 33 minutes  | Anglais     |
| Xtreme                                            | Fiction      | 4 juin 2021                      | 1 heure et 52 minutes  | Espagnol    |
| Awake                                             | Fiction      | 9 juin 2021                      | 1 heure et 37 minutes  | Anglais     |
| Skater Girl                                       | Fiction      | 11 juin 2021                     | 1 heure et 49 minutes  | Espagnol    |
| Jagame Thandhiram                                 | Fiction      | 18 juin 2021                     | 2 heures et 38 minutes | Tamoul      |
| Good on Paper                                     | Fiction      | 23 juin 2021                     | 1 heure et 34 minutes  | Anglais     |
| America : Le Film                                 | Fiction      | 30 juin 2021                     | 1 heure et 38 minutes  | Anglais     |
| Fear Street, partie 1 : 1994                      | Fiction      | 2 juillet 2021                   | 1 heure et 47 minutes  | Anglais     |
| La 8ème nuit                                      | Fiction      | 2 juillet 2021                   | 1 heure et 55 minutes  | Coréen      |
| Haseen Dillruba : Beauté envoûtante               | Fiction      | 2 juillet 2021                   | 2 heures et 15 minutes | Hindi       |
| Fear Street, partie 2 : 1978                      | Fiction      | 9 juillet 2021                   | 1 heure et 50 minutes  | Anglais     |
| C'était l'été dernier                             | Fiction      | 9 juillet 2021                   | 1 heure et 41 minutes  | Turc        |
| A Classic Horror Story                            | Fiction      | 14 juillet 2021                  | 1 heure et 35 minutes  | Italien     |
| A perfect fit                                     | Fiction      | 15 juillet 2021                  | 1 heure et 52 minutes  | Indonésien  |
| My Amanda                                         | Fiction      | 15 juillet 2021                  | 1 heure et 29 minutes  | Philippin   |
| Deep                                              | Fiction      | 16 juillet 2021                  | 1 heure et 41 minutes  | Thaï        |
| Fear Street, partie 3 : 1666                      | Fiction      | 16 juillet 2021                  | 1 heure et 54 minutes  | Anglais     |
| Chasseurs de trolls : Le Réveil des Titans        | Fiction      | 21 juillet 2021                  | 1 heure et 46 minutes  | Anglais     |
| Blood Red Sky                                     | Fiction      | 23 juillet 2021                  | 2 heures et 3 minutes  | Allemand    |
| Jackpotes                                         | Fiction      | 23 juillet 2021                  | 1 heure et 37 minutes  | Espagnol    |
| Bartkowiak                                        | Fiction      | 28 juillet 2021                  | 1 heure et 31 minutes  | Polonais    |
| L'Amour complexe                                  | Fiction      | 29 juillet 2021                  | 1 heure et 41 minutes  | Anglais     |
| '76                                               | Fiction      | 9 août 2021                      | 1 heure et 58 minutes  | Nigérian    |
| Amina                                             | Fiction      | 4 novembre 2021                  | 2 heures               | Nigérian    |
| Avale                                             | Fiction      | 1er octobre 2021                 | 2 heures et 08 minutes | Nigérian    |
| Black Island                                      | Fiction      | 18 août 2021                     | 1 heure et 44 minutes  | Allemand    |
| Comme des proies                                  | Fiction      | 11 septembre 2021                | 1 heure et 27 minutes  | Allemand    |
| Je suis Karl                                      | Fiction      | 23 septembre 2021                | 2 heures et 06 minutes | Allemand    |
| Notre maison hantée                               | Fiction      | 18 octobre 2021                  | 1 heure et 40 minutes  | Allemand    |
| Toi, lui, elle et nous                            | Fiction      | 15 octobre 2021                  | 1 heure et 28 minutes  | Allemand    |
| Dynasty Warriors                                  | Fiction      | 5 novembre 2021                  | 1 heure et 59 minutes  | Chinois     |
| The Yinyang Master                                | Fiction      | 19 mars 2021                     | 2 heures               | Chinois     |
| Upcoming Summer                                   | Fiction      | 3 octobre 2021                   | 1 heure et 55 minutes  | Chinois     |
| Little Big Women                                  | Fiction      | 3 septembre 2021                 | 2 heures et 03 minutes | Chinois     |
| Zero to Hero                                      | Fiction      | 5 novembre 2021                  | 1 heure et 42 minutes  | Chinois     |
| Kenshin : Le Commencement                         | Fiction      | 30 juillet 2021                  | 2 heures et 17 minutes | Japonais    |
| Kenshin : L'Achèvement                            | Fiction      | 18 juin 2021                     | 2 heures et 18 minutes | Japonais    |
| Homunculus                                        | Fiction      | 22 avril 2021                    | 1 heure et 55 minutes  | Japonais    |
| A Family                                          | Fiction      | 4 juin 2021                      | 2 heures et 16 minutes | Japonais    |
| Mobile Suit Gundam : L'Eclat de Hathaway          | Fiction      | 18 juin 2021                     | 1 heure et 35 minutes  | Japonais    |
| Nos mots comme des bulles                         | Fiction      | 18 octobre 2021                  | 1 heure et 26 minutes  | Japonais    |
| Forever Rich                                      | Fiction      | 1er octobre 2021                 | 1 heure et 29 minutes  | Néerlandais |
| La Bataille de l'Escaut                           | Fiction      | 15 octobre 2021                  | 1 heure et 55 minutes  | Néerlandais |
| I Care a Lot                                      | Fiction      | 21 janvier 2021                  | 1 heure et 58 minutes  | Anglais     |
| Imperceptible                                     | Fiction      | 18 octobre 2021                  | 1 heure et 29 minutes  | Anglais     |
| Le Dragon-génie                                   | Fiction      | 28 juillet 2021                  | 1 heure et 38 minutes  | Anglais     |
| The Guilty                                        | Fiction      | 1er octobre 2021                 | 1 heure et 30 minutes  | Anglais     |
| The Harder They Fall                              | Fiction      | 3 novembre 2021                  | 2 heures et 16 minutes | Anglais     |
| The Kissing Booth 3                               | Fiction      | 11 août 2021                     | 1 heure et 53 minutes  | Anglais     |
| The Old Ways                                      | Fiction      | 26 août 2021                     | 1 heure et 30 minutes  | Anglais     |
| The Witcher : Le Cauchemar du loup                | Fiction      | 23 août 2021                     | 1 heure et 23 minutes  | Anglais     |
| Vivo                                              | Fiction      | 9 août 2021                      | 1 heure et 39 minutes  | Anglais     |
| Krasue : Inhuman Kiss                             | Fiction      | 5 novembre 2021                  | 1 heure et 35 minutes  | Thaï        |
| L'Autre Jakub                                     | Fiction      | 5 novembre 2021                  | 1 heure et 18 minutes  | Polonais    |
| Opération Hyacinthe                               | Fiction      | 13 octobre 2021                  | 1 heure et 46 minutes  | Polonais    |
| Prime Time                                        | Fiction      | 30 juin 2021                     | 1 heure et 33 minutes  | Polonais    |
| Tous mes amis sont morts                          | Fiction      | 3 février 2021                   | 1 heure et 36 minutes  | Polonais    |
| Tellement beau                                    | Fiction      | 18 août 2021                     | 1 heure et 31 minutes  | Italien     |
| Un Chœur d'enfants                                | Fiction      | 18 octobre 2021                  | 1 heure et 46 minutes  | Italien     |
| Vinterviken                                       | Fiction      | 9 septembre 2021                 | 1 heure et 31 minutes  | Suédois     |
| Toxique                                           | Fiction      | 13 octobre 2021                  | 1 heure et 33 minutes  | Espagnol    |
| The Soul                                          | Fiction      | 5 novembre 2021                  | 2 heures et 05 minutes | Chinois     |
| Yara                                              | Fiction      | 5 novembre 2021                  | 1 heure et 34 minutes  | Italien     |
| We Couldn't Become Adults                         | Fiction      | 5 novembre 2021                  | 2 heures et 04 minutes | Japonais    |
| Rancune                                           | Fiction      | 8 octobre 2021                   | 1 heure et 45 minutes  | Turc        |
| Notre histoire policière                          | Documentaire | 5 novembre 2021                  | 1 heure et 47 minutes  | Espagnol    |
| Le Guide de la famille parfaite                   | Fiction      | 9 septembre 2021                 | 1 heure et 42 minutes  | Français    |
| Le Bal des 41                                     | Fiction      | 12 mai 2021                      | 1 heure 33 minutes     | Espagnol    |
| Au-delà des nuages                                | Fiction      | 5 novembre 2021                  | 1 heure et 31 minutes  | Français    |
| Le Mauvais camp                                   | Fiction      | 14 mai 2021                      | 1 heure et 46 minutes  | Français    |
| Hypnotique                                        | Fiction      | 27 octobre 2021                  | 1 heure et 28 minutes  | Anglais     |
| Mon frère, ma sœur                                | Fiction      | 8 octobre 2021                   | 1 heure et 50 minutes  | Italien     |
| The Butler                                        | Fiction      | 5 novembre 2021                  | 2 heures et 30 minutes | Polonais    |
| La Vie que nous voulions                          | Fiction      | 11 septembre 2021                | 1 heure et 48 minutes  | Allemand    |
| A World Without                                   | Fiction      | 14 octobre 2021                  | 1 heure et 46 minutes  | Indonésien  |
| Classmate Minus                                   | Fiction      | 3 septembre 2021                 | 2 heures et 02 minutes | Taïwanais   |
| Confessions d'une fille invisible                 | Fiction      | 23 septembre 2021                | 1 heure et 31 minutes  | Portugais   |
| Les Basses besognes                               | Fiction      | 5 mars 2021                      | 1 heure et 43 minutes  | Espagnol    |
| Le Dragon argenté                                 | Fiction      | 5 novembre 2021                  | 1 heure et 33 minutes  | Allemand    |
| Gatao : The Last Stray                            | Fiction      | 26 mai 2021                      | 2 heures               | Coréen      |
| L'Affaire W                                       | Fiction      | 19 octobre 2021                  | 1 heure et 45 minutes  | Polonais    |
| Into the Beat                                     | Fiction      | 16 avril 2021                    | 1 heure et 38 minutes  | Allemand    |
| Major Grom : le docteur de peste                  | Fiction      | 7 juillet 2021                   | 2 heures et 17 minutes | Russe       |
| Nezha Reborn                                      | Fiction      | 12 avril 2021                    | 1 heure et 56 minutes  | Chinois     |
| Nous étions des chansons                          | Fiction      | 29 septembre 2021                | 1 heure et 50 minutes  | Espagnol    |
| Super Me                                          | Fiction      | 5 novembre 2021                  | 1 heure et 43 minutes  | Chinois     |
| Rendez-vous à Mexico                              | Fiction      | 21 avril 2021                    | 1 heure et 35 minutes  | Espagnol    |
| Tersanjung, le film                               | Fiction      | 5 novembre 2021                  | 1 heure et 54 minutes  | Indonésien  |
| A en soulever des montagnes                       | Fiction      | 17 septembre 2021                | 1 heure et 48 minutes  | Roumain     |
| Journal d'une aventure new-yorkaise               | Fiction      | 18 août 2021                     | 1 heure et 36 minutes  | Portugais   |

## 2022
| Titre du film                             | Type de film   | Date de sortie sur la plateforme | Durée                  | Langue(s) |
| ----------------------------------------- | -------------- | -------------------------------- | ---------------------- | --------- |
| Sous emprise                              | Fiction        | 2022                             | 1 heures et 58 minutes | Français  |
| Le Violon de mon père                     | Fiction        | 21 janvier 2022                  | 2 heures et 6 minutes  | turc      |
| Qala                                      | Drame musicale | 1er décembre 2022                | 59 minutes             | Hindi     |
| Troll (film, 2022)                        | Fiction        | 1er décembre 2022                | 1 heure et 41 minutes  | Norvégien |
| L'Amant de lady Chatterley                | Fiction        | 2 décembre 2022                  | 2 heures et 6 minutes  | Anglais   |
| Scrooge : Un chant de Noël                | Animation      | 2 décembre 2022                  | 1 heure et 41 minutes  | Anglais   |
| Pinocchio de Guillermo del Toro           | Animation      | 9 décembre 2022                  | 1 heure et 57 minutes  | Anglais   |
| Glass Onion : Un mystère à couteaux tirés | Fiction        | 23 décembre 2022                 | 2 heures et 19 minutes | Anglais   |
| White Noise                               | Comédie        | 30 décembre 2022                 | 2 heures et 16 minutes | Anglais   |